# Karabaix (Txeliàbinsk)
|  | Per a altres significats, vegeu «Karabaix (Tatarstan)». |

Karabaix - Карабаш (rus) és una ciutat de l'óblast de Txeliàbinsk, a Rússia.

## Geografia
Karabaix es troba a la vora del riu Zai, a 84 km al nord-oest de Txeliàbinsk, la capital de la província.

## Història
La vila fou fundada el 1822 pels treballadors de les mines d'or que hi ha a la regió. Aconseguí l'estatus de possiólok (poble) el 27 de març del 1928 i el de ciutat el 20 de juny del 1933.